# Campionati canadesi di sci alpino 1999
I Campionati canadesi di sci alpino 1999 si svolsero a Sun Peaks dal 20 al 25 marzo. Il programma incluse gare di discesa libera, supergigante, slalom gigante e slalom speciale, sia maschili sia femminili.
Trattandosi di competizioni valide anche ai fini del punteggio FIS, vi parteciparono anche sciatori di altre federazioni, senza che questo consentisse loro di concorrere al titolo nazionale canadese.

## Risultati

### Uomini

#### Discesa libera
| Pos. | Atleta            | Nazione | Tempo   |
| ---- | ----------------- | ------- | ------- |
| 1    | Kevin Wert        | Canada  | 1:20,23 |
| 2    | Jeff Durand       | Canada  | 1:20,82 |
| 3    | Brian Stemmle     | Canada  | 1:20,94 |
| 4    | Luke Sauder       | Canada  | 1:20,96 |
| 5    | Chad Mullen       | Canada  | 1:21,00 |
| 6    | Vincent Lavoie    | Canada  | 1:21,71 |
| 7    | Dana Williams     | Canada  | 1:22,02 |
| 8    | Daimion Applegath | Canada  | 1:22,25 |
| 9    | Darin McBeath     | Canada  | 1:22,31 |
| 10   | David Anderson    | Canada  | 1:22,34 |

Data: 20 marzo

#### Supergigante
| Pos. | Atleta           | Nazione | Tempo   |
| ---- | ---------------- | ------- | ------- |
| 1    | Brian Stemmle    | Canada  | 1:28,77 |
| 2    | Jeff Durand      | Canada  | 1:29,47 |
| 3    | Chad Mullen      | Canada  | 1:29,53 |
| 4    | Jeff Hume        | Canada  | 1:29,73 |
| 5    | Vincent Lavoie   | Canada  | 1:30,38 |
| 5    | Luke Sauder      | Canada  | 1:30,38 |
| 7    | Kevin Wert       | Canada  | 1:30,50 |
| 8    | Cameron Culbert  | Canada  | 1:30,69 |
| 9    | Stefan Overgaard | Canada  | 1:30,80 |
| 10   | Darin McBeath    | Canada  | 1:30,87 |

Data: 22 marzo

#### Slalom gigante
| Pos. | Atleta            | Nazione | Tempo   |
| ---- | ----------------- | ------- | ------- |
| 1    | Vincent Lavoie    | Canada  | 2:43,92 |
| 2    | Erik Guay         | Canada  | 2:43,97 |
| 3    | Jean-Philippe Roy | Canada  | 2:44,26 |
| 4    | Ryan Oughtred     | Canada  | 2:44,93 |
| 5    | Jeff Hume         | Canada  | 2:45,36 |
| 6    | Cameron Culbert   | Canada  | 2:45,78 |
| 7    | Chad Mullen       | Canada  | 2:46,39 |
| 8    | Stanley Hayer     | Canada  | 2:46,39 |
| 9    | Teejay Alderdice  | Canada  | 2:47,29 |
| 10   | Julien Cousineau  | Canada  | 2:47,52 |

Data: 23 marzo

#### Slalom speciale
| Pos. | Atleta           | Nazione | Tempo   |
| ---- | ---------------- | ------- | ------- |
| 1    | Munroe Hunsicker | Canada  | 1:57,59 |
| 2    | Stanley Hayer    | Canada  | 1:57,88 |
| 3    | Julien Cousineau | Canada  | 1:57,96 |
| 4    | Jeff Hume        | Canada  | 1:58,93 |
| 5    | Kristian Guay    | Canada  | 1:59,33 |
| 6    | Erik Guay        | Canada  | 2:00,40 |
| 7    | Jan Hudec        | Canada  | 2:02,17 |
| 8    | Michael Read     | Canada  | 2:02,21 |
| 9    | Thomas Dolezel   | Canada  | 2:02,55 |
| 10   | Ryan Oughtred    | Canada  | 2:02,62 |

Data: 25 marzo

### Donne

#### Discesa libera
| Pos. | Atleta                | Nazione     | Tempo   |
| ---- | --------------------- | ----------- | ------- |
| 1    | Emily Brydon          | Canada      | 1:22,48 |
| 2    | Anne-Marie LeFrançois | Canada      | 1:22,65 |
| 3    | Britt Janyk           | Canada      | 1:23,91 |
| 4    | Ania Morton           | Canada      | 1:24,60 |
| 5    | Melissa Dolezel       | Canada      | 1:24,79 |
| 6    | Jennifer Delich       | Canada      | 1:24,91 |
| 7    | Marie-Joëlle Clément  | Canada      | 1:24,96 |
| 8    | Gillian McFetridge    | Canada      | 1:25,14 |
| 9    | Mara Williams         | Stati Uniti | 1:25,14 |
| 10   | Kristen Bybee         | Stati Uniti | 1:25,25 |

Data: 20 marzo

#### Supergigante
| Pos. | Atleta                | Nazione | Tempo   |
| ---- | --------------------- | ------- | ------- |
| 1    | Allison Forsyth       | Canada  | 1:35,02 |
| 2    | Emily Brydon          | Canada  | 1:35,23 |
| 3    | Britt Janyk           | Canada  | 1:35,59 |
| 4    | Anne-Marie LeFrançois | Canada  | 1:36,56 |
| 5    | Jennifer Delich       | Canada  | 1:37,02 |
| 6    | Sara-Maude Boucher    | Canada  | 1:37,25 |
| 7    | Gillian McFetridge    | Canada  | 1:37,29 |
| 8    | Melissa Dolezel       | Canada  | 1:37,31 |
| 8    | Anna Prchal           | Canada  | 1:37,31 |
| 10   | Christina Risler      | Canada  | 1:37,60 |

Data: 22 marzo

#### Slalom gigante
| Pos. | Atleta             | Nazione | Tempo   |
| ---- | ------------------ | ------- | ------- |
| 1    | Allison Forsyth    | Canada  | 2:12,36 |
| 2    | Geneviève Simard   | Canada  | 2:14,58 |
| 3    | Julie Langevin     | Canada  | 2:14,78 |
| 4    | Anna Prchal        | Canada  | 2:15,03 |
| 5    | Emily Brydon       | Canada  | 2:16,07 |
| 6    | Sara-Maude Boucher | Canada  | 2:16,35 |
| 7    | Gillian McFetridge | Canada  | 2:16,53 |
| 8    | Britt Janyk        | Canada  | 2:17,19 |
| 9    | Christina Risler   | Canada  | 2:17,22 |
| 10   | Melissa Dolezel    | Canada  | 2:17,84 |

Data: 24 marzo

#### Slalom speciale
| Pos. | Atleta             | Nazione   | Tempo   |
| ---- | ------------------ | --------- | ------- |
| 1    | Anna Prchal        | Canada    | 2:05,08 |
| 2    | Emily Brydon       | Canada    | 2:06,16 |
| 3    | Kateřina Tichý     | Canada    | 2:06,21 |
| 4    | Sara-Maude Boucher | Canada    | 2:07,08 |
| 5    | Melissa Dolezel    | Canada    | 2:07,28 |
| 6    | Britt Janyk        | Canada    | 2:09,46 |
| 7    | Michelle Yeates    | Canada    | 2:09,86 |
| 8    | Megan Mullen       | Canada    | 2:10,01 |
| 9    | Michelle Wall      | Australia | 2:11,82 |
| 10   | Erin McEachren     | Canada    | 2:11,99 |

Data: 25 marzo